# A.F.C. Bournemouth
A.F.C. Bournemouth là một đội bóng đá chuyên nghiệp đang thi đấu tại Giải bóng đá Ngoại hạng Anh. Đội bóng thi đấu trên sân Vitality ở Kings Park, Boscombe, Bournemouth, Dorset. Câu lạc bộ được thành lập năm 1899 với cái tên Boscombe, đến năm 1971 thì đổi thành Bournemouth. Với biệt danh The Cherries, đội bóng theo truyền thống thi đấu với chiếc áo đỏ với tay áo trắng cho đến năm 1971, sau đó chuyển thành áo sọc đỏ đen, giống A.C. Milan. Chiếc áo với phần lớn là màu đỏ được sử dụng vào mùa giải 2004–05 và 2005–06 trước khi chuyển về màu áo sọc ở mùa 2006–07 theo yêu cầu của người hâm mộ.

## Cầu thủ

### Đội hình hiện tại
Tính đến 30 tháng 8 năm 2024
Ghi chú: Quốc kỳ chỉ đội tuyển quốc gia được xác định rõ trong điều lệ tư cách FIFA. Các cầu thủ có thể giữ hơn một quốc tịch ngoài FIFA.
| Số | VT | Quốc gia     | Cầu thủ                                 |
| -- | -- | ------------ | --------------------------------------- |
| 2  | HV | Tây Ban Nha  | Dean Huijsen                            |
| 3  | HV | Hungary      | Milos Kerkez                            |
| 4  | TV | Anh          | Lewis Cook (đội phó)                    |
| 5  | HV | Argentina    | Marcos Senesi                           |
| 7  | TV | Wales        | David Brooks                            |
| 8  | TV | Anh          | Alex Scott                              |
| 9  | TĐ | Brasil       | Evanilson                               |
| 10 | TV | Scotland     | Ryan Christie                           |
| 11 | TV | Burkina Faso | Dango Ouattara                          |
| 12 | TV | Hoa Kỳ       | Tyler Adams                             |
| 13 | TM | Tây Ban Nha  | Kepa Arrizabalaga (cho mượn từ Chelsea) |
| 15 | HV | Anh          | Adam Smith (đội trưởng)                 |
| 16 | TV | Anh          | Marcus Tavernier                        |

| Số | VT | Quốc gia         | Cầu thủ         |
| -- | -- | ---------------- | --------------- |
| 17 | TV | Colombia         | Luis Sinisterra |
| 19 | TĐ | Hà Lan           | Justin Kluivert |
| 22 | HV | México           | Julián Araujo   |
| 23 | HV | Anh              | James Hill      |
| 24 | TĐ | Ghana            | Antoine Semenyo |
| 26 | TĐ | Thổ Nhĩ Kỳ       | Enes Ünal       |
| 27 | HV | Ukraina          | Illya Zabarnyi  |
| 29 | TV | Đan Mạch         | Philip Billing  |
| 35 | HV | Wales            | Owen Bevan      |
| 37 | HV | Anh              | Max Aarons      |
| 40 | TM | Anh              | Will Dennis     |
| 42 | TM | Cộng hòa Ireland | Mark Travers    |

### Cho mượn
Ghi chú: Quốc kỳ chỉ đội tuyển quốc gia được xác định rõ trong điều lệ tư cách FIFA. Các cầu thủ có thể giữ hơn một quốc tịch ngoài FIFA.
| Số | VT | Quốc gia | Cầu thủ                                                    |
| -- | -- | -------- | ---------------------------------------------------------- |
| 1  | TM | Brasil   | Neto (tại Arsenal đến 30 tháng 6 năm 2025)                 |
| 6  | HV | Wales    | Chris Mepham (tại Sunderland đến 30 tháng 6 năm 2025)      |
| 21 | TĐ | Canada   | Daniel Jebbison (tại Watford đến 30 tháng 6 năm 2025)      |
| 32 | TĐ | Anh      | Jaidon Anthony (tại Burnley đến 30 tháng 6 năm 2025)       |
| 49 | TV | Anh      | Dominic Sadi (tại Carlisle United đến 30 tháng 6 năm 2025) |

| Số | VT | Quốc gia    | Cầu thủ                                                        |
| -- | -- | ----------- | -------------------------------------------------------------- |
| —  | TĐ | Anh         | Daniel Adu-Adjei (tại Carlisle United đến 30 tháng 6 năm 2025) |
| —  | TV | Pháp        | Romain Faivre (tại Brest đến 30 tháng 6 năm 2025)              |
| —  | TM | New Zealand | Alex Paulsen (tại Auckland FC đến 30 tháng 6 năm 2025)         |
| —  | TV | Anh         | Joe Rothwell (tại Leeds United đến 30 tháng 6 năm 2025)        |
| —  | TV | Bờ Biển Ngà | Hamed Traorè (tại Auxerre đến 30 tháng 6 năm 2025)             |